# Jesús Adrián Romero
Jesús Adrián Romero (Hermosillo, 16 de fevereiro de 1965) é um cantor, compositor e pastor protestante.
É conhecido no Brasil pelo sucesso “Mi Universo” interpretada em português pelo cantor PG. Mais músicas também foram gravadas por cantores brasileiros: “Te Veo” e "Como La Brisa" ainda por PG; "Aqui Estoy" foi gravada pelo cantor David Fantazzini; "Ayer Te Vi" por Clamor pelas Nações; "No Hay Paredes" por Giselle di Mene; e "Tienen Tu Color" por Arianne. Em maio de 2012, lançou seu mais recente trabalho: "Soplando Vida".

## Vida pessoal
Nasceu em 16 de fevereiro de 1965, aos 16 anos foi consagrado pastor. Estudou também em um seminário em Van Nuys, Califórnia. Foi pastor-assistente da igreja Vino Nuevo, em Ciudad Juárez, Chihuahua, logo depois morou em diversas cidades dos Estados Unidos, até se estabelecer com sua esposa, Pecos Romero em Phoenix, Arizona onde fundou o Vástago Epicentro em agosto de 2007. Com Pecos Romero ele teve três filhos: Melissa, Jaanai e Adrián Roberto, este último também é cantor de música gospel. No ano de 2002 ele escreveu um livro chamado Cenando com Jesús (Jantando com Jesus).

## Membros da banda
- Mike Rodríguez - Piano, acordeão, diretor e produtor musical 1996-Presente
- Daniel Fraire - Violão y Teclados 1998-Presente
- Pedro Marín - Baixo 2003-Presente
- Misael Blanco - bateria 1995-Presente
- Fernando Ramírez - Guitarra e vocal 2000-Presente
- Roberto Serrano - Percusão 2004-Presente
- Kiko Cibrián - Guitarra, Violão, produtor musical
- Alex Rodríguez - Gravacão musica], ao vivo e em estúdio

## Discografia
| Ano de Lançamento | Título                                |
| 1992              | Renuevo Espiritual                    |
| 1994              | Unidos por La Cruz                    |
| 1998              | Cerca de Ti                           |
| 2000              | Con Manos Vacias                      |
| 2002              | A Sus Pies                            |
| 2004              | Te Daré Lo Mejor                      |
| 2004              | JAR Unplugged                         |
| 2005              | El Aire de Tu Casa                    |
| 2007              | Ayer Te Vi… Fue Mas Claro que la Luna |
| 2010              | El Brillo De Mis Ojos                 |
| 2012              | Soplando Vida                         |

## Compilações
- 2003: Colección Adoración
- 2003: Colección Alabanza
- 2011: Colección Duetos

## Videografia
- 2004: Te Daré Lo Mejor
- 2005: Unplugged
- 2006: El Aire de Tu Casa
- 2008: Ayer Te Ví... Fue Más Claro que La Luna
- 2012: Soplando Vida
- 2015: Indomable